# Сивий Олександр Анатолійович
Олекса́ндр Анато́лійович Сивий (3 січня 1991, Луцьк — 29 серпня 2014) — рядовий, фельдшер медичного пункту роти «Світязь» МВС України, учасник російсько-української війни.

## Життєпис
Народився 1991 року в місті Луцьк. Мешкав у селі Лище Луцького району; потім знову в Луцьку. Закінчив 9 класів школи села Лище; 2011-го — Луцький базовий медичний коледж, лікувальна справа. Працював в охороні Північного ринку Луцька. Представляв команду з футболу села Лище.
У часі війни — фельдшер медичного пункту, рота «Світязь».
Брав участь у боях за Іловайськ. Під час одного з наступів терористів заспівав «Лента за лентою», чим розрядив гнітючу атмосферу, атака була відбита.
Загинув 29 серпня у «зеленому коридорі» поміж селами Новокатеринівка та Горбатенко.
2 вересня 2014-го тіла 88 полеглих привезені до запорізького моргу. Як невпізнаний герой тимчасово похований на цвинтарі Запоріжжя.
Упізнаний за тестами ДНК. 27 грудня 2014 року похований у селі Боратин.
Без Олександра лишились мама і сестра.

## Нагороди та вшанування
За особисту мужність і героїзм, виявлені у захисті державного суверенітету та територіальної цілісності України, вірність військовій присязі під час російсько-української війни
- нагороджений орденом «За мужність» III ступеня (9 квітня 2015, посмертно).
- 5 травня 2016-го в Луцькому медичному коледжі відкрито пам'ятну дошку честі Олександра Сивого.

- Пам'ятна дошка, Луцьк.

- Його портрет розміщений на меморіалі «Стіна пам'яті полеглих за Україну» у Києві: секція 4, ряд 2, місце 7
- Вшановується 29 серпня на щоденному ранковому церемоніалі вшанування українських захисників, які загинули цього дня у різні роки внаслідок російської збройної агресії[2]
- Іловайський Хрест (посмертно)
- Почесний громадянин Волині (посмертно; рішення Волинської обласної ради від 10.12.2020 № 2/21)